# San Juanito, Oaxaca
San Juanito är en ort i Mexiko.   Den ligger i kommunen Santiago Amoltepec och delstaten Oaxaca, i den sydöstra delen av landet, 400 km sydost om huvudstaden Mexico City. San Juanito ligger 1 141 meter över havet och antalet invånare är 124.
Terrängen runt San Juanito är bergig åt nordost, men åt sydväst är den kuperad. Runt San Juanito är det ganska tätbefolkat, med 54 invånare per kvadratkilometer. Närmaste större samhälle är Barranca Cosida, 2,5 km öster om San Juanito. I omgivningarna runt San Juanito växer huvudsakligen savannskog.